# Lyonsita
La lyonsita és un mineral rar de la classe dels fosfats. Va ser descoberta l'any 1987 al volcà Izalco, El Salvador i rep el seu nom del mineralogista John Bartholomew Lyons (1916–1998) del Dartmouth College.

## Característiques
La lyonsita és un mineral de la classe dels vanadats fórmula química Cu₃Fe₄(VO₄)₆. Cristal·litza en el sistema ortoròmbic.
Segons la classificació de Nickel-Strunz, la lyonsita pertany a «08.AB: fosfats, etc. sense anions addicionals, sense H₂O; amb cations de mida mitjana» juntament amb els següents minerals: farringtonita, ferrisicklerita, heterosita, litiofilita, natrofilita, purpurita, sicklerita, simferita, trifilita, karenwebberita, sarcòpsid, chopinita, beusita, graftonita, xantiosita, lammerita, lammerita-β, Mcbirneyita, stranskiïta i pseudolyonsita.

## Formació i jaciments
La lyonsita es forma com a sublimat a les fumaroles volcàniques a una temperatura menor a 800 °C.
Es coneixen tres jaciments de lyonsita: el volcà d'Izalco, El Salvador; la mina abocador Lichtenber Absetzer, a Gera, Alemanya; i al volcà Tolbàtxik de l'extrem orient rus.
Sol trobar-se associada a la thenardita i la howardevansita.